# Незручна наука
Незручна наука, як визначив статистик Джон Тьюкі,   включає ситуації, коли існує потреба зробити висновок з обмеженої вибірки даних, де подальші зразки, що зазнають впливу тієї самої системи причин, будуть недоступні. Більш конкретно, це аналіз кінцевого природного явища, для якого важко подолати проблему використання загальної вибірки даних як для дослідницького аналізу даних, так і для підтверджуючого аналізу даних. Це призводить до небезпеки систематичного упередження через перевірку гіпотез, заснованих на відомих даних.
Типовим прикладом є правило Тіциуса-Боде, яке передбачає просте числове правило відстаней планет в Сонячній системі від Сонця. Після того, як правило було виведено, шляхом поєднання методів спроб і помилок різних правил із спостережуваними даними (дослідницький аналіз даних), не залишається достатньо планет для суворого та незалежного тестування гіпотези (підтверджуючий аналіз даних). Ми вичерпали природні явища. Згода між даними та числовим правилом не повинна дивувати, оскільки ми навмисно вибрали правило, щоб воно відповідало даним. Якщо ми впевнені, що правило Тіциуса-Боде вказує нам на причину системи розподілу планет, тоді ми вимагаємо підтвердження, якого немає, поки не стане доступною краща інформація про інші планетарні системи.